# Kolumba Kang Wan-suk
Kolumba Kang Wan-suk (ur. w 1761 w Naepo, zm. 2 lipca 1801 w Seulu) – koreańska katechetka, męczennica i błogosławiona Kościoła katolickiego.

## Życiorys
Kolumba Kang Wan-suk pochodziła ze szlacheckiej rodziny. Wyszła za mąż za Hong Ji-yeonga, a jej pasierbem był Filip Hong Pil-ju. Zainteresowała się religią katolicką i książkami katolickimi. W czasie prześladowań w 1791 rozpoczęła pracę w więzieniu otaczając opieką więźniów katolików. Została uwięziona w trakcie wykonywania zawodu. Po wyjściu na wolność nauczała katechizmu swego pasierba, matkę i teściową. Następnie została porzucona przez męża dla konkubiny. Po tym przeniosła się wraz z pasierbem, teściową i matką do Seulu, gdzie otrzymała chrzest z rąk Jakuba Zhou Wenmo. Po wybuchu kolejnych prześladowań antykatolickich w 1801 zgłosiła się do biura rządu, a potem została aresztowana 6 kwietnia 1801 w domu z powodu działalności religijnej i poddana torturom. Po trzech miesiącach została ścięta.

## Kult i beatyfikacja
Beatyfikował ją papież Franciszek w grupie 124 męczenników koreańskich 16 sierpnia 2014 roku.